# Cieleśnica PGR
Cieleśnica PGR (prononciation : [t͡ɕɛlɛɕˈɲit͡sa PGR]) est un village polonais de la gmina de Rokitno dans le powiat de Biała Podlaska de la voïvodie de Lublin dans l'est de la Pologne.
C'est le site de l'ancienne ferme collective (PGR).
Il se situe à environ 12 kilomètres au nord-est de Biała Podlaska (siège du powiat) et 113 kilomètres au nord-est de Lublin (capitale de la voïvodie).

## Histoire
De 1975 à 1998, le village est attaché administrativement à la voïvodie de Biała Podlaska.

Depuis 1999, il fait partie de la voïvodie de Lublin.